# 1er Parlement du Haut-Canada
 (février 2025).
Si vous disposez d'ouvrages ou d'articles de référence ou si vous connaissez des sites web de qualité traitant du thème abordé ici, merci de compléter l'article en donnant les références utiles à sa vérifiabilité et en les liant à la section « Notes et références ».

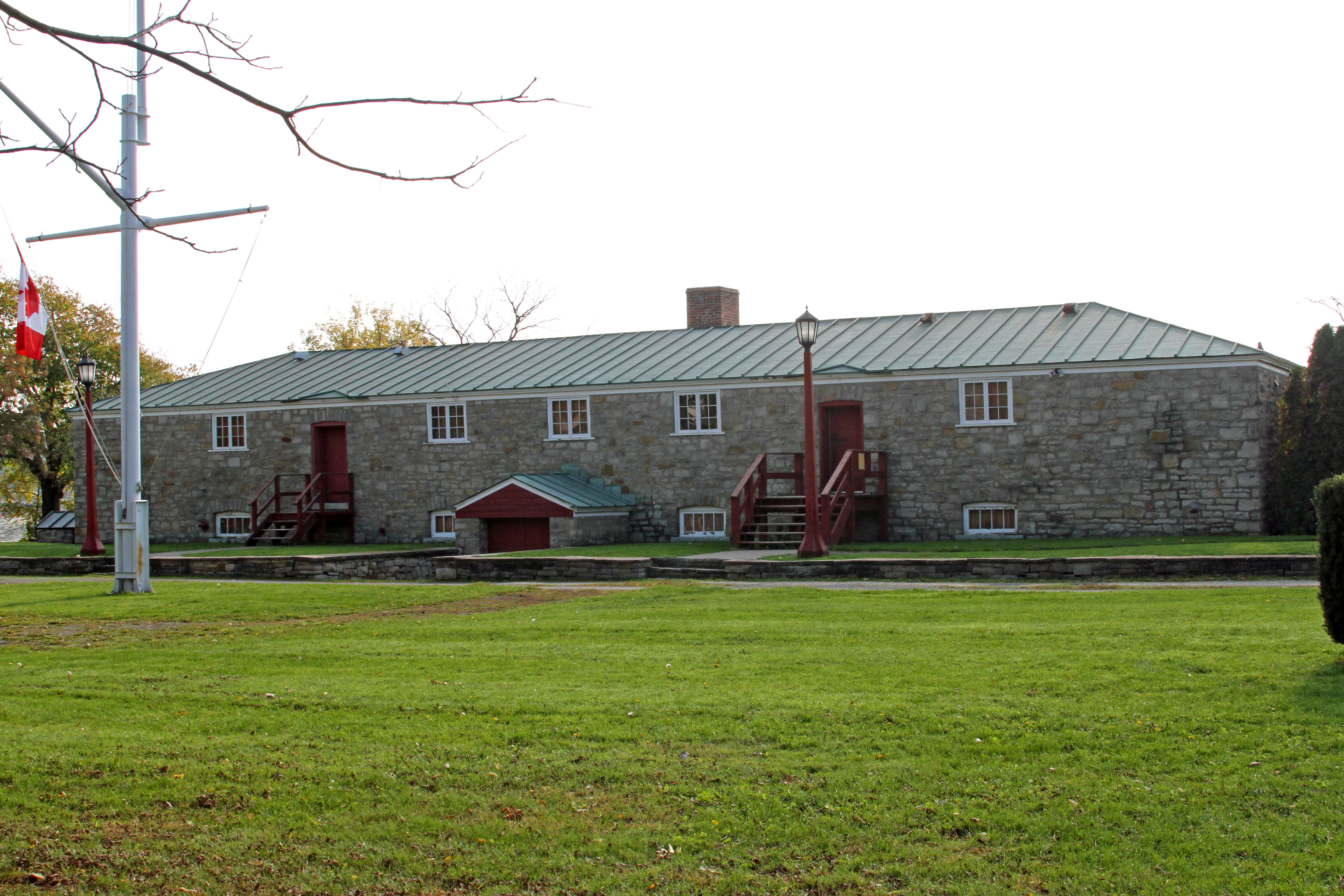
Navy Hall, site du premier parlement, en 2011

Le premier Parlement du Haut-Canada a ouvert le 17 septembre 1792. Puis, des élections dans le Haut-Canada ont eu lieu en août 1792. Toutes les séances ont eu lieu au Navy Hall (en) dans la ville de Newark. Plus tard les séances se sont tenues à Niagara-on-the-Lake. Ce parlement est dissous le 1er juillet 1796.
Cette Chambre d'assemblée du 1er Parlement du Haut-Canada a tenu cinq sessions du 17 septembre 1792 au 3 juin 1796 :
| Séances | Début             | Fin             |
| ------- | ----------------- | --------------- |
| 1er     | 17 septembre 1792 | 15 octobre 1792 |
| 2e      | 31 mai 1793       | 9 juillet 1793  |
| 3e      | 2 juin 1794       | 9 juillet 1794  |
| 4e      | 6 juillet 1795    | 10 août 1795    |
| 5e      | 16 mai 1796       | 3 juin 1796     |

| District                            | Membre                                                                   |
| ----------------------------------- | ------------------------------------------------------------------------ |
| Dundas                              | Alexander Campbell                                                       |
| Durham, York et 1er Lincoln         | Nathaniel Pettit                                                         |
| 1er Glengarry                       | Hugh McDonell                                                            |
| 2e Glengarry                        | John McDonell – Président de la Chambre des représentants de 1792 à 1796 |
| Grenville                           | Éphraim Jones                                                            |
| Kent                                | William Macomb                                                           |
| Kent                                | François Baby                                                            |
| Leeds et Frontenac                  | John White                                                               |
| Lennox, Hastings et Northumberland  | Hazelton Spencer                                                         |
| 2e Lincoln                          | Benjamin Pawling                                                         |
| 3e Lincoln                          | Isaac Swayze                                                             |
| 4e Lincoln et Norfolk               | Parshall Terry                                                           |
| Ontario et Addington                | Josué Booth                                                              |
| Canton de Prince Edward et Adolphus | Philip Dorland a refusé de prêter serment parce qu'il était quaker.      |
| Prince Edward et Adolphustown       | Peter Van Alstine (à partir de juin 1793)                                |
| Stormont                            | Jérémie French                                                           |
| Suffolk et Essex                    | David William Smith                                                      |